# Oxalis reflexa
Oxalis reflexa är en harsyreväxtart som beskrevs av Salter. Oxalis reflexa ingår i släktet oxalisar, och familjen harsyreväxter. Inga underarter finns listade i Catalogue of Life.